# Rhinoceros (album)
Rhinoceros je první studiové album americké rockové skupiny Rhinoceros, vydané v roce 1968 u vydavatelství Elektra Records. Jeho producentem byl Paul A. Rothchild. V žebříčku Billboard 200 se album umístilo na 115. místě; singl „Apricot Brandy“ se dostal na šestačtyřicátou příčku v Billboard Hot 100. V roce 2002 vyšlo album v reedici na CD u vydavatelství Collectors' Choice Music.

## Seznam skladeb
| Pořadí | Název                                       | Autor                                  | Délka |
| ------ | ------------------------------------------- | -------------------------------------- | ----- |
| 1.     | When You Say You're Sorry                   | Alan Gerber                            | 3:53  |
| 2.     | Same Old Way                                | John Finley                            | 2:02  |
| 3.     | Apricot Brandy                              | Danny Weis, Michael Fonfara            | 1:57  |
| 4.     | That Time of the Year                       | Gerber                                 | 4:12  |
| 5.     | You're My Girl (I Don't Want To Discuss It) | Beth Beatty, Dick Cooper, Ernie Shelby | 4:43  |
| 6.     | I Need Love                                 | Larry Williams                         | 4:23  |
| 7.     | I've Been There                             | Gerber, Finley                         | 4:24  |
| 8.     | Belbuekus                                   | Weis, Finley                           | 2:25  |
| 9.     | Along Comes Tomorrow                        | Gerber                                 | 4:37  |
| 10.    | I Will Serenade You                         | Finley                                 | 3:16  |

## Obsazení
- John Finley – zpěv
- Alan Gerber – klavír, zpěv
- Danny Weis – kytara
- Doug Hastings – kytara
- Jerry Penrod – baskytara
- Michael Fonfara – varhany
- Billy Mundi – bicí, perkuse